# Titidius urucu
Titidius urucu är en spindelart som beskrevs av Esmerio och Arno Antonio Lise 1996. Titidius urucu ingår i släktet Titidius och familjen krabbspindlar. Inga underarter finns listade i Catalogue of Life.